# Diomede Carafa
Diomede Carafa (Ariano, 7 de janeiro de 1492 - Roma, 12 de agosto de 1560) foi um cardeal do século XVII

## Biografia
Nasceu em Ariano em 7 de janeiro de 1492. nobre napolitano. Segundo dos quatro filhos de Giovanni Francesco Carafa, duque de Ariano, e Francesca Orsini, dos duques de Ravina. Os outros irmãos eram Alberico (duque de Ariano), Federico e Giovanni Vincenzo. Parente do Papa Paulo IV . Seu primeiro nome também está listado como Diomedes; e seu sobrenome como Caraffa; e como Carrafa. Outros cardeais da família foram Filippo Carafa (1378); Oliviero Carafa (1467); Gianvincenzo Carafa (1527); Carlos Carafa (1555); Alfonso Carafa (1557); Antonio Carafa (1568); Decio Carafa (1611); Pier Luigi Carafa] (1645); Carlo Carafa della Spina (1664); Fortunato Ilario Carafa della Spina (1686); Pierluigi Carafa, júnior (1728); Francesco Carafa della Spina di Traetto (1773); Marino Carafa do Belvedere (1801); e Domenico Carafa della Spina di Traetto (1844)..
Estudou direito civil. Ele era altamente educado e um especialista em literatura..
Clérigo de Nápoles. Trabalhou nos tribunais romanos..
Eleito bispo de Ariano em 9 de abril de 1511, com dispensa por ainda não ter atingido a idade canônica e não ter recebido as sagradas ordens. Consagrado (nenhuma informação encontrada). Ele governou sua diocese com grande zelo e cuidado. Ele restaurou a fachada da catedral, o palácio episcopal e a igreja de Sant'Arcangelo in Ariano. Ele também construiu uma capela dedicada a Arcangelo S. Michele na igreja serva de S. Maria del Parto em Mergellina , Nápoles. Ele foi promovido a cardinalato porque o Papa Paulo IV, seu parente, queria favorecer os membros de sua família..
Criado cardeal sacerdote no consistório de 20 de dezembro de 1555; recebeu o chapéu vermelho e o título de S. Martino ai Monti, em 13 de janeiro de 1556. Após sua promoção, continuou a levar uma vida reclusa, totalmente alheio às manobras e intrigas políticas de sua família, embora fosse, junto com Alfonso Carafa, Gianbernardino Scotti, Theat., Virgilio Rosario, Clemente d'Olera, OFMObs., e Giovanni Battista Consiglieri, no grupo de cardeais mais próximos do Papa, cuja tarefa é aconselhá-lo e auxiliá-lo nos problemas eclesiásticos. Desde setembro de 1557, seu nome figura entre os cardeais deputados da Inquisição. Devido à sua conduta discreta o Cardeal Diomede foi o único membro da família que não foi obrigado a deixar Roma em janeiro de 1559 quando a ira do Papa Paulo IV caiu sobre os seus parentes culpado de atrocidades e abusos; mas em abril de 1559, a crise se aprofundou ainda mais e ele também caiu em desgraça, ao que parece injustamente. Participou noconclave de 1559, que elegeu o Papa Pio IV. Um testemunho da integridade da vida e da substancial boa fé que o povo romano tinha para com o Cardeal Diomedes, é que durante os motins anti-Carafa que se seguiram à morte do Papa Paulo IV, as únicas insígnias que foram poupadas da destruição foram as dele. Quando após a morte de Paulo IV os Carafas se viram na necessidade de obter o apoio incondicional do futuro pontífice para restabelecer o seu crédito, o Cardeal Diomede alinhou-se para ajudar a família, apoiando fortemente a candidatura do Cardeal Giovanni Angelo de' Medici. O cardeal d'Medici, porém, uma vez eleito papa Pio IV, decepcionou as expectativas de seus partidários, seguindo uma política de hostilidade à ilustre linhagem napolitana, que também envolvia o cardeal Diomede. A relação entre os dois tornou-se amarga, até finalmente se separar durante o julgamento movido contra Carlo e Giovanni Carafa pelo papa. O cardeal Diomede em vão se esforçou de todas as formas para salvar a vida de seus parentes, apelando diretamente ao Papa Pio IV para que fizesse uma revisão do processo: o papa deixou os dois para serem executados. Indignado e ofendido, o cardeal Diomede deixou Roma e se estabeleceu em Taranto por algum tempo. Ele lutou novamente contra a decisão do papa de extinguir a Ordem Theatine, fundada pelo Papa Paulo IV em 1524, mobilizando muitas personalidades em favor da congregação. Ele restaurou às suas próprias custas várias igrejas romanas, entre elas Ss. Martino e Silvestro ai Monti, sua igreja titular. Era amigo íntimo da poetisa Laura Terracina, que lhe dedicou um soneto por ocasião de sua nomeação como cardeal ( O cardeal Diomede em vão se esforçou de todas as formas para salvar a vida de seus parentes, apelando diretamente ao Papa Pio IV para que fizesse uma revisão do processo: o papa deixou os dois para serem executados. Indignado e ofendido, o cardeal Diomede deixou Roma e se estabeleceu em Taranto por algum tempo. Ele lutou novamente contra a decisão do papa de extinguir a Ordem Theatine, fundada pelo Papa Paulo IV em 1524, mobilizando muitas personalidades em favor da congregação. Ele restaurou às suas próprias custas várias igrejas romanas, entre elas Ss. Martino e Silvestro ai Monti, sua igreja titular. Era amigo íntimo da poetisa Laura Terracina, que lhe dedicou um soneto por ocasião de sua nomeação como cardeal ( O cardeal Diomede em vão se esforçou de todas as formas para salvar a vida de seus parentes, apelando diretamente ao Papa Pio IV para que fizesse uma revisão do processo: o papa deixou os dois para serem executados. Indignado e ofendido, o cardeal Diomede deixou Roma e se estabeleceu em Taranto por algum tempo. Ele lutou novamente contra a decisão do papa de extinguir a Ordem Theatine, fundada pelo Papa Paulo IV em 1524, mobilizando muitas personalidades em favor da congregação. Ele restaurou às suas próprias custas várias igrejas romanas, entre elas Ss. Martino e Silvestro ai Monti, sua igreja titular. Era amigo íntimo da poetisa Laura Terracina, que lhe dedicou um soneto por ocasião de sua nomeação como cardeal ( Indignado e ofendido, o cardeal Diomede deixou Roma e se estabeleceu em Taranto por algum tempo. Ele lutou novamente contra a decisão do papa de extinguir a Ordem Theatine, fundada pelo Papa Paulo IV em 1524, mobilizando muitas personalidades em favor da congregação. Ele restaurou às suas próprias custas várias igrejas romanas, entre elas Ss. Martino e Silvestro ai Monti, sua igreja titular. Era amigo íntimo da poetisa Laura Terracina, que lhe dedicou um soneto por ocasião de sua nomeação como cardeal ( Indignado e ofendido, o cardeal Diomede deixou Roma e se estabeleceu em Taranto por algum tempo. Ele lutou novamente contra a decisão do papa de extinguir a Ordem Theatine, fundada pelo Papa Paulo IV em 1524, mobilizando muitas personalidades em favor da congregação. Ele restaurou às suas próprias custas várias igrejas romanas, entre elas Ss. Martino e Silvestro ai Monti, sua igreja titular. Era amigo íntimo da poetisa Laura Terracina, que lhe dedicou um soneto por ocasião de sua nomeação como cardeal ( sua igreja titular. Era amigo íntimo da poetisa Laura Terracina, que lhe dedicou um soneto por ocasião de sua nomeação como cardeal ( sua igreja titular. Era amigo íntimo da poetisa Laura Terracina, que lhe dedicou um soneto por ocasião de sua nomeação como cardeal (Le Seste Rime , Lucca 1558)..
Morreu em Roma em 12 de agosto de 1560, na casa de S. Martino ai Monti, seu título. Sepultado diante do altar-mor de sua igreja titular.